# Pfarrkirche Karres

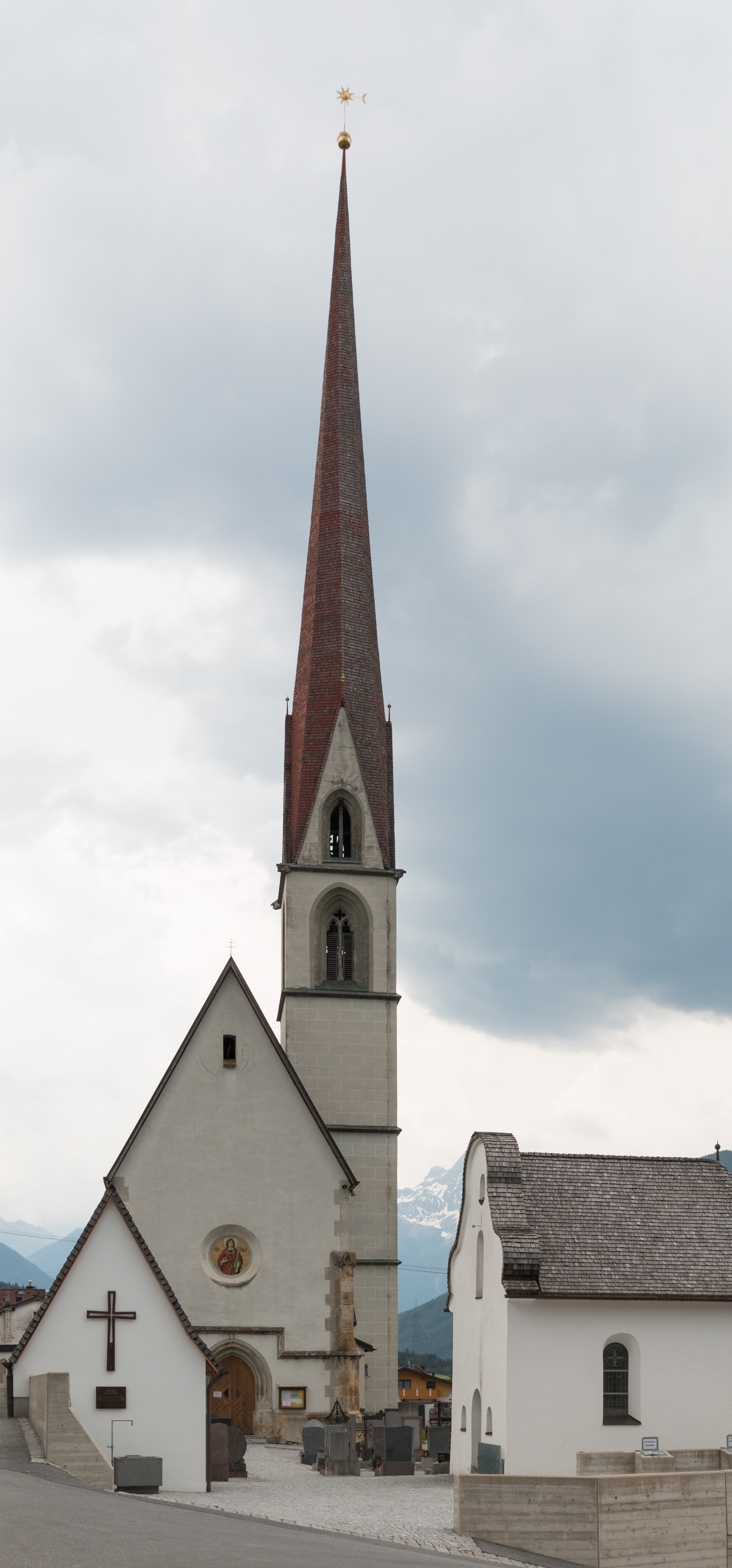
Die Pfarrkirche mit dem Kriegerdenkmal (links) und der Friedhofskapelle (rechts)

Die römisch-katholische Pfarrkirche Karres steht am Nordwestrand des Dorfzentrums in der Gemeinde Karres im Bezirk Imst in Tirol. Die Pfarrkirche hl. Stephanus gehört zum Dekanat Imst in der Diözese Innsbruck. Das Kirchengebäude und der umgebende Friedhof stehen unter Denkmalschutz.

## Geschichte
Die Kirche wurde 1447 genannt und 1493 geweiht. Der Turm aus 1506 wurde 1596 erhöht. Das Kircheninnere wurde 1736 barockisiert. 1976 erfolgte eine Außenrenovierung.

## Architektur
Das Langhaus und der Chor aus dem Ende des 15. Jahrhunderts wurde spätgotisch mit Dreiecklisenen, Giebelverdachungen und Kaffgesims erbaut. Die Eckstrebepfeiler im Westen wurden über dem Gesims polygonal mit Blenddreipässen und Giebeldächern abgeschlossen. Die Wände haben Spitzbogenfenster und darüber ein gemaltes spätgotisches Maßwerkfries. Das vierte Langhausjoch wurde 1736 auf beiden Seiten verbreitert. Das spätgotische spitzbogige Westportal hat ein Gewände mit Rund- und Birnstab und zeigt ein Steinmetzzeichen. Der viergeschoßige Turm an der Chorsüdseite zeigt eine originale und zum Teil ergänzte Quaderbemalung und hat zweibahnige Schallfenster mit gekehltem Gewände und Maßwerk und in den Giebeln gekehlte Spitzbogenfenster und einen hohen Giebelspitzhelm. Östlich am Turm wurde eine zweigeschoßige Sakristei angebaut.
Das Kircheninnere zeigt sich mit einem vierjochigen Langhaus, einem spitzbogigen Triumphbogen und einem einjochigen Chor mit 3/8-Schluss. Das gotische Gewölbe ist unter der barocken Putzschicht erhalten. Der Chor hat gotische Wanddienste. Das Langhaus zeigt Pilaster mit Stuckkapitellen mit stuckierten Apostelkreuzen und eine reiche Gewölbestukkatur mit Laubbandlwerk von Gallus Gratl aus 1736. Die Gewölbemalereien Stephanus als Fürbitter der Armen und Kranken vor der Madonna, die Heilige Sippe und Disput des Stephanus malte 1736 der Maler Josef Jais.

## Ausstattung

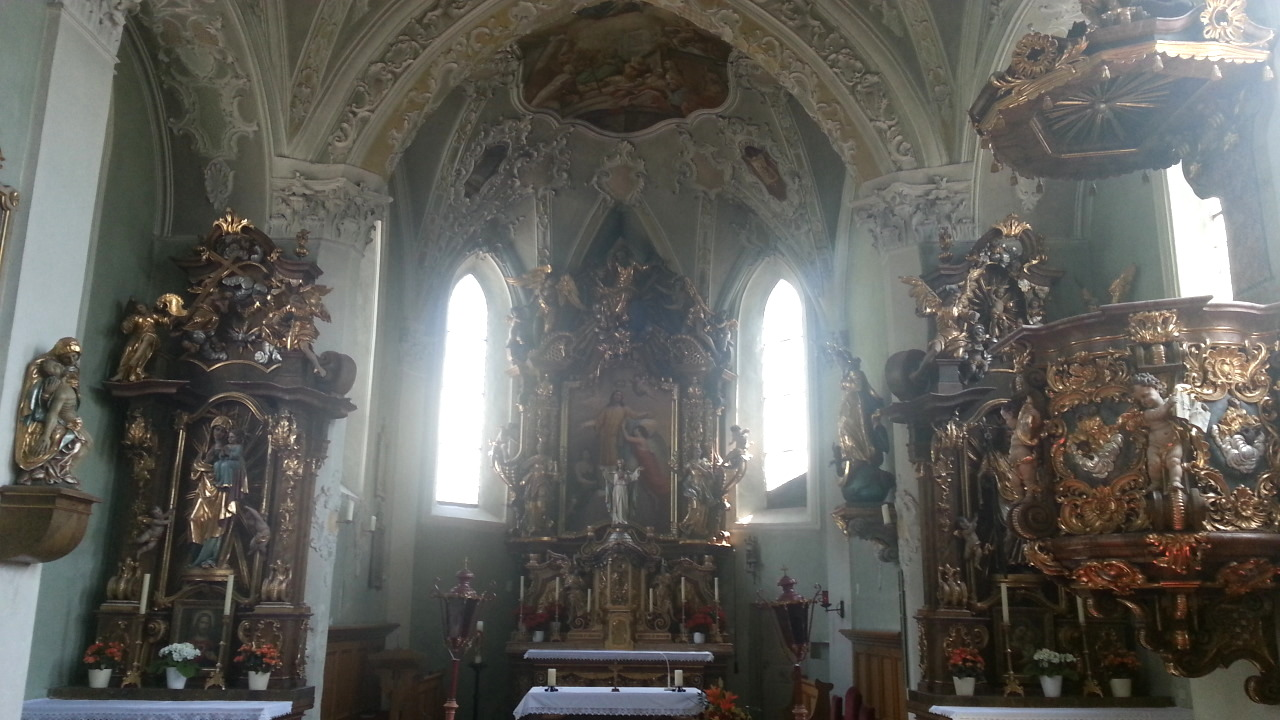
Kircheninneres zum Chor

Der Hochaltar und Tabernakel aus 1843 in barocken Formen zeigt das Altarblatt Glorie des Stephanus des Malers Josef Arnold (1828) und trägt die Statuen Katharina und Barbara des Bildhauers Franz Xaver Renn. Die Seitenaltäre aus der Mitte des 18. Jahrhunderts tragen die Figuren Anna und Josef aus dem 19. Jahrhundert. Die Kanzel von 1843 mit reichem Rankenschnitzwerk und Evangelistenreliefs trägt auf dem Schalldeckel die Statue Michael vom Bildhauer Andreas Kölle aus dem 2. Viertel des 18. Jahrhunderts. Die Pietà ist aus dem Ende des 17. Jahrhunderts.
Die Orgel baute 1899 Franz Reinisch II.

## Glocken
Die Pfarrkirche von Karres besitzt ein klangvolles, vierstimmiges Geläute, das im Jahre 1954 von der Glockengießerei Grassmayr in Innsbruck gegossen wurde. Das Gesamtgewicht beträgt etwa 3500 Kilogramm.
Die Stimmung der Glocken lautet:
d1 f1 g1 b1
Eine weitere Glocke im Schlagton fis2 goss 1733 Jakob Graßmayr.

## Friedhofskapelle
Der barocke Kapellenbau mit einer Rundapsis hat einen geschweiften Giebel und hat das Gewölbe einer Stichkappentonne. Der Altar trägt die Figur Maria Immaculata um 1730/1740. Es gibt zwei Weltgerichtsgemälde aus dem Anfang des 19. Jahrhunderts. Die Stationsbilder sind aus dem Ende des 18. Jahrhunderts.